# Ga Junghwa
Ga Junghwa (Tiếng Hàn: 중화역, Hanja: 中和驛) là ga tàu điện ngầm trên Tàu điện ngầm Seoul tuyến 7 ở Junghwa-dong, Jungnang-gu, Seoul.

## Lịch sử
- 11 tháng 10 năm 1996: Bắt đầu kinh doanh với việc khai trương Tàu điện ngầm Seoul tuyến 7.

## Bố trí ga
| Meokgol ↑  |
| \| N/B     |
| ↓ Sangbong |

| Hướng Bắc | ● Tuyến 7 | ← Hướng đi Taereung · Nowon · Dobongsan · Jangam                     |
| Hướng Nam | ● Tuyến 7 | → Hướng đi Sangbong · Đại học Konkuk · Xe buýt tốc hành · Seongnam → |

## Xung quanh nhà ga
| Lối ra \| 나가는 곳 \| Exit \| 出口 | Lối ra \| 나가는 곳 \| Exit \| 出口 |
| ----------------------------------- | --- |
| 1                                   | Trường tiểu học Mukdong Trường trung học cơ sở Jungna Trường trung học Junghwa Jangmi APT |
| 2                                   | Junghwa 1-dong Hướng tới Văn phòng Jungnang-gu và Hội đồng quận Trung tâm cộng đồng/Trung tâm chính sách Junghwa 1-dong Bưu điện Junghwa-dong Trường trung học cơ sở Jangan Trường tiểu học Sangbong Junghwa-dong Hanshin APT Geukdong APT Trường tiểu học Jungheung |
| 3                                   | Junghwa 2-dong Chợ Taereung Trung tâm An toàn Junghwa 119 Trung tâm hỗ trợ khởi nghiệp Jungnang-gu |
| 4                                   | Trung tâm cộng đồng Junghwa 2-dong Chợ hẻm Jangmi |